# Комолонг, Феликс
Феликс Комолонг (англ. Felix Komolong; 6 марта 1997, Лаэ, Папуа — Новая Гвинея) — папуанский футболист, защитник, игрок сборной Папуа — Новой Гвинеи.

## Биография

### Клубная карьера
Начинал карьеру в командах чемпионата Папуа — Новой Гвинеи. В 2015—2016 годах выступал за клуб «Хекари Юнайтед», с которым стал чемпионом страны и принимал участие в розыгрыше Лиги чемпионов ОФК. Осенью 2016 года подписал контракт с новозеландским клубом «Кентербери Юнайтед». В чемпионата Новой Зеландии сыграл 16 матчей, после чего ненадолго вернулся в клуб из Папуа — Новой Гвинеи «Маданг». С 2017 года выступает в колледжском футболе за американский клуб Northern Kentucky Norse.

### Карьера в сборной
С 2013 года представлял страну на юношеских континентальных турнирах. За взрослую сборную Папуа — Новой Гвинеи дебютировал 24 марта 2016 года в товарищеском матче со сборной Соломоновых островов.

## Достижения
- Чемпион Папуа — Новой Гвинеи (1): 2015/2016

## Семья
Имеет двух братьев Алвина (р. 1994) и Кусугу (р. 1998), которые также являются футболистами и выступают за сборную Папуа — Новой Гвинеи.